# Archidiocèse de Bucaramanga
L'archidiocèse de Bucaramanga (en latin : archidioecesis Bucaramanguensis ; en espagnol : arquidiócesis de Bucaramanga) est un archidiocèse métropolitain de l'Église catholique en Colombie. 

## Territoire

Il comprend 15 municipalités du département de Santander : Bucaramanga, California, Charta, El Playón, Floridablanca, Girón, Lebrija, Los Santos, Matanza, Piedecuesta, Rionegro, Santa Bárbara, Suratá, Tona et Vetas ce qui correspond à un territoire d'une superficie de 5 397 km2 divisé en 110 paroisses.
Le siège archiépiscopal est dans la ville de Bucaramanga où se trouve la cathédrale de la Sainte-Famille (es). La basilique mineure du Seigneur des Miracles de Girón est un lieu de pèlerinage auprès d'un crucifix considéré comme miraculeux par les fidèles.

## Histoire
Le diocèse est érigé le 17 décembre 1952 par la constitution apostolique Cum sit latior du pape Pie XII en prenant une partie du territoire du diocèse de Nueva Pamplona (aujourd'hui archidiocèse de Nueva Pamplona).
Par la lettre apostolique Centesimo fere du 7 novembre 1953, Pie XII reconnaît que la Vierge Marie vénérée sous le vocable de l'Immaculée-Conception est la patronne principale du diocèse.
Nommé suffragant de l'archidiocèse de Bogota lors de sa création, il intègre la province ecclésiastique de l'archidiocèse de Nueva Pamplona le 29 mai 1956.
Il est élevé au rang d'archidiocèse métropolitain le 14 décembre 1974 par la constitution apostolique Qui divino consilio du pape Paul VI avec pour suffragants les diocèses de Barrancabermeja et Socorro et San Gil.
Il cède une portion de son territoire le 7 juillet 1987 pour l'érection du diocèse de Málaga-Soatá qui rejoint la province ecclésiastique de Bucaramanga. Le diocèse de Vélez est également nommé suffragant de Bucaramanga lors de sa création le 14 mai 2003.

## Évêques et archevêques
évêques
- Aníbal Muñoz Duque (18 décembre 1952 - 3 août 1959) nommé archevêque de Nueva Pamplona
- Héctor Rueda Hernández (6 mai 1960 - 14 décembre 1974) devient archevêque de Bucaramanga

archevêques
- Héctor Rueda Hernández (14 décembre 1974 - 7 novembre 1991) nommé archevêque de Medellín
- Darío Castrillón Hoyos (16 décembre 1992 - 15 juin 1996) nommé pro-préfet de la congrégation pour le clergé
  - Sede vacante (1996-1998)
- Víctor Manuel López Forero (27 juin 1998 - 13 février 2009)
- Ismael Rueda Sierra depuis le 13 février 2009